# Сораль, Аньес
Аньес Сораль (род. 1960) — франко-швейцарская актриса театра и кино. Снялась более чем в 30 фильмах. Из них российскому зрителю наиболее известна лента «Окно в Париж».

## Биография
Когда Аньес исполнилось 13 лет, её семья переехала в Гренобль. Там Аньес поступила в консерваторию и играла в труппе местного театра, выступая в детских садах региона Рона — Альпы. Дебютировала на парижских подмостках в спектакле «Наркотическое путешествие и смерть Димитрия Колатоса». В 17 лет снялась в своём первом фильме.
В 1985 году предстала обнажённой во французском журнале для мужчин Lui (фр.). Кроме того, становится известно, что она страдает болезнью витилиго.
В 1993 году снялась в главной роли в фантастической трагикомедии «Окно в Париж». Актриса сыграла французскую художницу Николь, которая через окно-телепорт оказывается в одной из коммуналок Санкт-Петербурга.
Помимо кино, Аньес Сораль много снимается в телесериалах и телешоу. В 2006 году участвовала в известном телевизионном шоу «Я знаменитость... Вытащите меня отсюда!», выходящем на английских и ирландских спутниковых каналах сети ITV.

## Творчество

### Фильмография
- 1977 — Момент безумия (фр. Un moment d'égarement) — Француаза
- 1978 — Сюрприз в носке (фр. Chaussette surprise) — Шарлотта
- 1983 — Чао, паяц (фр. Tchao Pantin) — Лола
- 1984 — Момент безумия (фр. Réveillon chez Bob) — Фло
- 1986 — Машины убийцы (англ. Killing Cars) — Вайолет Блюм
- 1986 — Синий, как ад (фр. Bleu comme l'enfer) — Кароль
- 1986 — Я тебя люблю (англ. I Love You) — Хелен
- 1986 — Твист снова в Москве (фр. Twist again à Moscou) — Татьяна
- 1988 — Страх и любовь / Эрика
- 1989 — Австралия (фр. Australia) — Агнес Декерс
- 1993 — Мегрэ (Мегрэ защищается (Maigret se defend), 8-я серия) — Алин
- 1994 — Мегрэ (Терпение Мегрэ (La patiense de Maigret), 11-я серия) — Алин
- 1993 — Окно в Париж (фр. Salades russes) — Николь
- 1996 — Екатерина Великая (нем. Katharina die Große) — графиня Прасковья Брюс
- 2004 — Квартирант (фр. L'Incruste) — Жозиана
- 2005 — Плюшевый синдром (фр. L'Antidote) — Надин Марти
- 2005 — Путь Лауры (фр. La Voie de Laura) — Рашель
- 2006 — Небесные птицы (фр. Les Oiseaux du ciel) — Элиан де Латур
- 2007 — Бригады тигра (фр. Les Brigades du Tigre) — Мадемуазель Амели